# Mozelos (Paredes de Coura)
Mozelos oder Moselos ist eine Gemeinde (Freguesia) im nordportugiesischen Kreis Paredes de Coura. In ihr leben 343 Einwohner (Stand 19. April 2021).